# Schweizer Skimeisterschaften 1954
Die Schweizer Skimeisterschaften 1954 fanden vom 4. bis zum 7. Februar 1954 in Wengen sowie in Grindelwald und am 28. Februar 1954 auf der Schwägalp statt. Ausgetragen wurden im Skilanglauf die Distanzen 15 km und 50 km sowie die 4 × 10-km-Staffel. Den 15-km-Lauf gewann Walter Lötscher und den 50-km-Lauf Fritz Kocher. Zudem siegte wie im Vorjahr die Staffel vom SC Stoos. Das Skispringen gewann Andreas Däscher und die Nordische Kombination erstmals Louis-Charles Golay. Im Ski Alpin wurden die Disziplinen Abfahrt, Riesenslalom und Slalom ausgetragen. Bei den Männern gewann Fredy Rubi die Abfahrt und Fernand Grosjean zeitgleich mit Georges Schneider das Slalomrennen. Zudem triumphierte Georges Schneider im Riesenslalom und abschliessend in der Kombination. Frieda Dänzer siegte bei den Frauen in der Abfahrt. Den Riesenslalom, den Slalom sowie die Kombination gewann Ida Schöpfer.

## Skilanglauf

### 15 km
| Platz | Name            | Verein            | Zeit (std) |
| ----- | --------------- | ----------------- | ---------- |
| 01    | Walter Lötscher | Flühli            | 1:02:20    |
| 02    | Michel Rey      | Les Verrieres     | 1:02:34    |
| 03    | Marcel Huguenin | La Brevine        | 1:02:48    |
| 04    | Armand Genoud   | Anniviers         | 1:03:35    |
| 05    | Hans Strasser   | SC Stoos          | 1:03:39    |
| 06    | Fritz Kocher    | Zürich-Altstetten | 1:04:22    |
| 07    | Jean Max        | Champéry          | 1:04:23    |
| 08    | Werner Zwingli  | Zürich-Altstetten | 1:04:29    |
| 09    | Viktor Kronig   | Zermatt           | 1:04:40    |
| 010   | Georges Renggli | Zermatt           | 1:05:00    |

Datum: Donnerstag, 4. Februar 1954 in Grindelwald
 Walter Lötscher aus Flühli gewann mit 14 Sekunden Vorsprung vor Michel Rey. Der Vorjahressieger Werner Zwingli wurde Achter.

### 50 km
| Platz | Name            | Verein            | Zeit (std) |
| ----- | --------------- | ----------------- | ---------- |
| 01    | Fritz Kocher    | Zürich-Altstetten | 4:26:41    |
| 02    | Fritz Zurbuchen | Kandersteg        | 4:31:42    |
| 03    | Otto Beyeler    | Münsingen         | 4:34:45    |
| 04    | Hans Strasser   | SC Stoss          | 4:35:39    |
| 05    | Rene Bernold    | Riedern           | 4:43:48    |
| 06    | David von Ah    | Giswil            | 4:45:48    |
| 07    | Kurt Hefti      | Linthal           | 4:45:58    |
| 07    | Edmond Formaz   | Champex           | 4:48:11    |

Datum: Sonntag, 28. Februar 1954 auf der Schwägalp

Fritz Kocher aus Zürich-Altstetten gewann bei starken Schneefall mit einer Zeit von 4:26:41 Stunden und mit fünf Minuten und einer Sekunde Vorsprung auf Fritz Zurbuchen den Schweizer Meistertitel. Der Mitfavorit Werner Zwingli gab vorzeitig nach 18 Kilometer auf. Der Vorjahressieger Alfons Supersaxo war nicht am Start. Es nahmen 111 Läufer teil.

### 4 × 10 km Staffel
| Platz | Namen                                                        | Verein          | Zeit (std) |
| ----- | ------------------------------------------------------------ | --------------- | ---------- |
| 01    | Hans Strasser Alois Schelbert Josef Schnyder Karl Bricker    | SC Stoos        | 2:49:23    |
| 02    | Freddy Trauffer Fritz Kocher Christian Wenger Werner Zwingli | SC Altstetten   | 2:53:33    |
| 03    | Oguey Louis Bourban Rene Rausis Jean Max                     | Grenzwachtkorps | 2:56:53    |

Datum: Sonntag, 7. Februar 1954 in Grindelwald 

Es gewann wie im Vorjahr die Staffel vom SC Stoos mit vier Minuten und zehn Sekunden Vorsprung auf den SC Zürich-Altstetten.

## Nordische Kombination

### Einzel
| Platz | Name                | Ort         | Punkte |
| ----- | ------------------- | ----------- | ------ |
| 01    | Louis-Charles Golay | Le Brassus  | 53,66  |
| 02    | André Reymond       | Le Brassus  | 65,66  |
| 03    | Raymond Bissat      | Ste-Croix   | 72,28  |
| 04    | Franz Regli         | Andermatt   | 76,14  |
| 05    | Walter Inäbnit      | Grindelwald | 100,54 |
| 06    | Oskar Ogi           | Kandersteg  | 101.53 |

Datum: Freitag, 5. Februar 1954 in Grindelwald
 Louis-Charles Golay gewann vor André Reymond und Raymond Bissat seinen ersten Schweizer Meistertitel in der Nordischen Kombination.

## Skispringen

### Normalschanze
| Platz | Name                | Verein            | Punkte |
| ----- | ------------------- | ----------------- | ------ |
| 01    | Andreas Däscher     | SC Davos          | 214,0  |
| 02    | Conrad Rochat       | Le Brassus        | 207,0  |
| 03    | Fritz Schneider     | SC Davos          | 190,4  |
| 04    | Louis-Charles Golay | Le Brassus        | 185,5  |
| 05    | Edmond Mathis       | La Chaux-de-Fonds | 160,0  |

Datum: Sonntag, 7. Februar 1954 in Grindelwald 

Andreas Däscher gewann auf der Mettenbergschanze mit Weiten von 61 und 65 Metern nach 1950 und 1953 seinen dritten Meistertitel. Es waren 61 Skispringer am Start.

## Ski Alpin

### Männer

#### Abfahrt
| Platz | Name               | Verein    | Zeit (min) |
| ----- | ------------------ | --------- | ---------- |
| 01    | Fredy Rubi         | Wengen    | 4:04,5     |
| 02    | Martin Julen       | Zermatt   | 4:04,9     |
| 03    | Raymond Fellay     | Verbier   | 4:08,0     |
| 03    | René Rey           | Crans     | 4:08,0     |
| 05    | Alfred Zurschmiede | Scheidegg | 4:08,9     |
| 06    | Alfred Bonvin      | Crans     | 4:09,8     |

Datum: Samstag, 6. Februar 1954 in Wengen

#### Riesenslalom
| Platz | Name               | Verein        | Zeit (min) |
| ----- | ------------------ | ------------- | ---------- |
| 01    | Georges Schneider  | Château-d’Oex | 1:55,6     |
| 02    | Martin Julen       | Zermatt       | 1:55,9     |
| 03    | René Rey           | Crans         | 1:56,1     |
| 04    | Fredy Rubi         | Wengen        | 1:56,3     |
| 04    | Alfred Zurschmiede | Scheidegg     | 1:56,3     |
| 06    | Hans Forrer        | Wildhaus      | 1:56,4     |

Datum: Donnerstag, 4. Februar 1954 in Wengen

#### Slalom
| Platz | Name                 | Verein            | Zeit (min) |
| ----- | -------------------- | ----------------- | ---------- |
| 01    | Fernand Grosjean     | Genf              | 1:48,4     |
| 01    | Georges Schneider    | Château-d’Oex     | 1:48,4     |
| 03    | Louis-Charles Perret | La Chaux-de-Fonds | 1:48,5     |
| 04    | René Rey             | Crans             | 1:53,3     |
| 05    | André Bonvin         | Crans             | 1:57,0     |
| 06    | Eric Hansen          | Mürren            | 2:00,7     |

Datum: Sonntag, 7. Februar 1954 in Wengen

#### Kombination
Die Kombination wurde über eine Punktewertung aus den Ergebnissen von Abfahrt, Riesenslalom und Slalom berechnet.
| Platz | Name                 | Verein            | Punkte |
| ----- | -------------------- | ----------------- | ------ |
| 01    | Georges Schneider    | Château-d’Oex     | 2,32   |
| 02    | René Rey             | Crans             | 4,49   |
| 03    | Fernand Grosjean     | Genf              | 5,80   |
| 04    | Louis-Charles Perret | La Chaux-de-Fonds | 6,11   |
| 05    | Martin Julen         | Zermatt           | 7,27   |
| 06    | André Bonvin         | Crans             | 8,43   |

### Frauen

#### Abfahrt
| Platz | Name              | Verein        | Zeit (min) |
| ----- | ----------------- | ------------- | ---------- |
| 01    | Frieda Dänzer     | Adelboden     | 3:26,7     |
| 02    | Madeleine Berthod | Château-d’Oex | 3:33,7     |
| 03    | Ida Schöpfer      | Flühli        | 3:37,1     |

Datum: Samstag, 6. Februar 1954 

#### Riesenslalom
| Platz | Name              | Verein        | Zeit (min) |
| ----- | ----------------- | ------------- | ---------- |
| 01    | Ida Schöpfer      | Flüeli        | 1:43,7     |
| 02    | Madeleine Berthod | Château-d’Oex | 1:45,2     |
| 03    | Ruth Friedlin     | Zug           | 1:49,4     |

Datum: Donnerstag, 4. Februar 1954 in Wengen

#### Slalom
| Platz | Name              | Verein        | Zeit (min) |
| ----- | ----------------- | ------------- | ---------- |
| 01    | Ida Schöpfer      | Flüeli        | 2:19,3     |
| 02    | Frieda Dänzer     | Adelboden     | 2:22,2     |
| 03    | Lilly Oesch       | Zürich        | 2:25,7     |
| 04    | Madeleine Berthod | Château-d’Oex | 2:28,1     |

Datum: Sonntag, 7. Februar 1954 in Wengen

#### Kombination
Die Kombination wurde über eine Punktewertung aus den Ergebnissen von Abfahrt, Riesenslalom und Slalom berechnet.
| Platz | Name              | Verein        | Punkte |
| ----- | ----------------- | ------------- | ------ |
| 01    | Ida Schöpfer      | Flüeli        | 4,75   |
| 02    | Frieda Dänzer     | Adelboden     | 7,34   |
| 03    | Madeleine Berthod | Château-d’Oex | 8,20   |